# Пахиподиум Ламера
Пахиподиум Ламера (лат. Pachypodium lamerei) — вид растений рода Пахиподиум (Pachypodium) семейства Кутровые (Apocynaceae), распространенный в континентальной Африке и на Мадагаскаре.

## Ботаническое описание
Ствол высокий, серебристо-серый, суккулентный, покрыт острыми шипами длиной 6,25 см. Длинные узкие листья находятся только в верхней части растения. Очень редко бывают ответвления. На открытом воздухе Пахиподиум Ламера может достичь высоту 6 м, в то время как в помещении оно медленно дорастает до 1,2—1,8 м в высоту. У растений, выращенных на открытом воздухе, развиваются крупные белые ароматные цветки. В помещении цветёт редко.

## Культивация
Пахиподиум Ламера лучше всего растёт в регионах с тёплым климатом. Не выдерживает морозов, и большинство листьев опадёт даже под воздействием лёгкого мороза. Это растение легко выращивается в домашних условиях, если ему предоставить достаточное количество солнечного света, в котором оно нуждается.

## Галерея
|                                                 |  |  |
| Слева направо: 1 — листья; 2 — шипы; 3 — цветок |  |  |